# Rjazanj
Rjazanj (rus. Рязань) je grad u Rusiji i administrativno središte Rjazanjske oblasti. Nalazi se na rijeci Oki 196 kilometara jugoistočno od Moskve. U Rjazanju živi 524,927 stanovnika, prema popisu iz 2010. godine. Zapadno od grada nalazi se baza za strateške bombardere Djagiljevo, a na jugoistoku je zrakoplovna baza Aleksandrovo i mala zračna luka Turlatovo.

## Povijest
Prvotni Rjazanj bio je središte Rjazanjske kneževine i nalazio se 55 kilometara jugoistočno od današnjeg Rjaznja. Godine 1208. vladimirski knez Vsevolod Veliko Gnijezdo spalio je cijeli grad, a sve stanovnike grada otjerao u ropstvo. Poslije smrti Vsevoloda, njegov sin, Jurij II. Vsevolodovič oslobodio je građane i njihovog kneza. Naselje se, međutim, teško oporavljalo, a 1273. godine zahvaćeno je mongolskom invazijom te je strahovito uništeno. Kao rezultat novonastale situacije, sjedište kneževine pomaknuto je oko 55 kilometara sjeverozapadno, u Perejaslavlj Rjazanjski, koji je kasnije, 1778. godine službeno nazvan Rjazanj. Prethodni Rjazanj danas nosi naziv Stari Rjazanj.
Godine 1380., u Kulikovskoj bitki, jednoj od ključnih bitaka ruske povijesti, veliki knez Oleg Rjazanjski borio se na strani tatarske Zlatne Horde na čelu s Mamajem, u savezu s velikim litvanskim knezom Vladislavom II. Jagelovićem, protiv snaga velikog vladimirskog i moskovskog kneza Dmitrija Ivanoviča Donskog. Ruske su snage odnijele pobjedu.

## Klima
Klima je umjereno kontinentalna. Prosjek srednjih godišnjih temperatura je 5 °C, (najviše 9,1 °C a najmanje 0,8 °C). Srednja godišnja količina padalina je 550 milimetara, od kojih oko 350 otpada na travanj i listopad.

## Kultura
- Rjazanjski povijesno - arhitektonski muzej
- Rjazanjske državni oblasni muzej umjetnosti
- Muzej povijesti zračno - desantne vojske
- Uspenska katedrala
- Rjazanjsko državno oblasno kazalište za djecu i mlade
- Rjazanjsko državno oblasno dramsko kazalište

## Gradovi prijatelji
Jedan od gradova prijatelja Rjazanja je Omiš.

## Vanjske poveznice
|  | Zajednički poslužitelj ima još gradiva o temi Rjazanj |